# Jürgen Hoffmann (Politikwissenschaftler)
Jürgen Hoffmann (* 12. September 1944 in Jerxheim; † 29. September 2009 in Hamburg) war ein deutscher Politikwissenschaftler.

## Leben

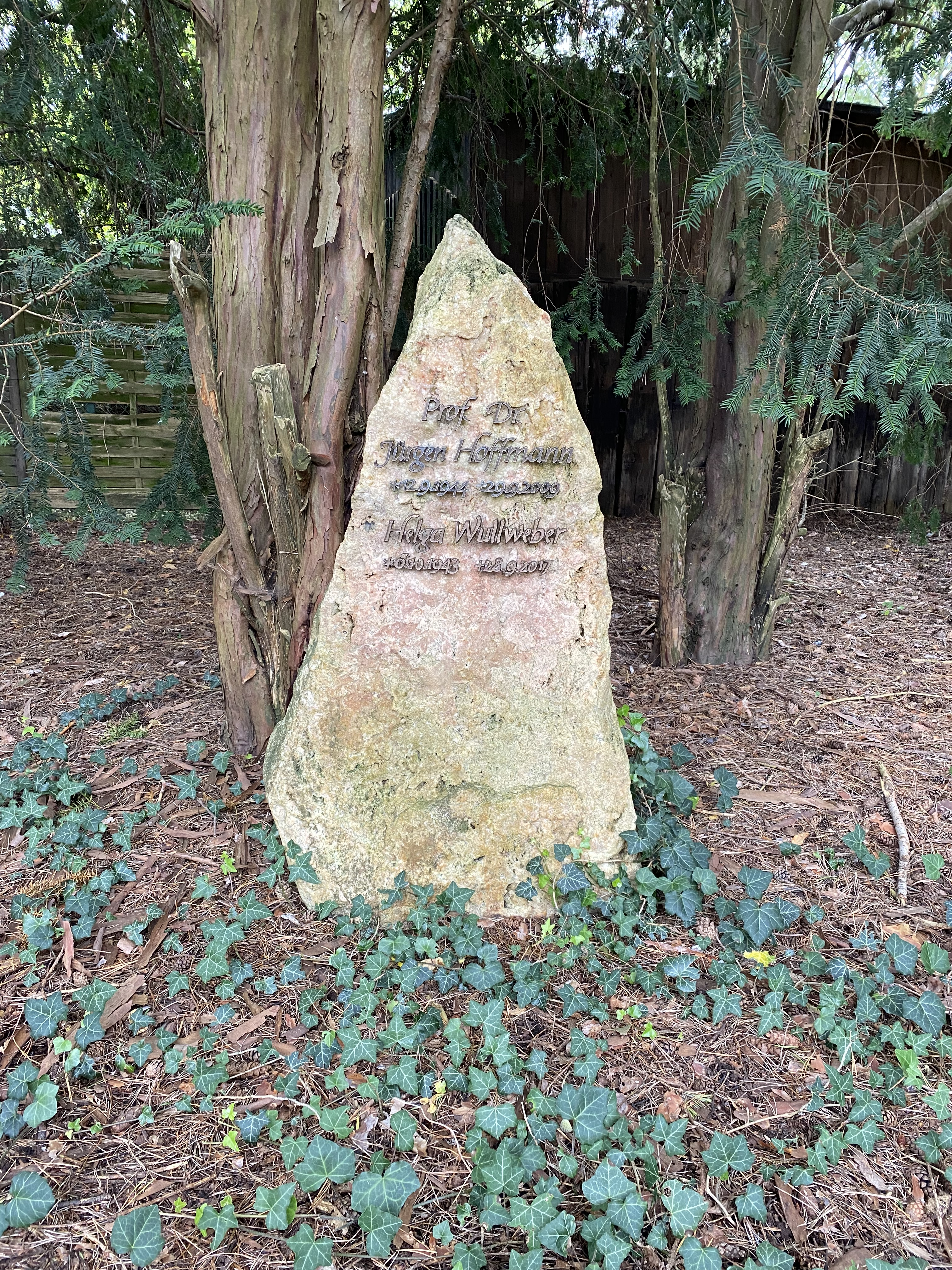
Grabstätte Jürgen Hoffmann

Hoffmann leistete 1964/65 Wehrdienst bei der Bundeswehr. Im Anschluss studierte er Politische Wissenschaften am Otto-Suhr-Institut der Freien Universität Berlin (Diplom-Politologe 1970). 1970 war er Mitbegründer der Zeitschrift PROKLA, deren geschäftsführender Redakteur er von 1976 bis 1980 war. 1978 wurde er bei Elmar Altvater am Fachbereich 15 (Politische Wissenschaft) mit der Dissertation Ökonomischer oder politischer Konjunkturzyklus? Ökonomischer Zyklus, staatliche Wirtschaftspolitik und Gewerkschaften in der Bundesrepublik zum Dr. rer. pol. promoviert. Danach lehrte er in Berlin, Marburg und Hannover.
1981 habilitierte er sich in Politischer Wissenschaft an der Universität Hannover. 1982 wurde er Professor für Politische Soziologie an der Hamburger Hochschule für Wirtschaft und Politik. 2009 wurde er aus gesundheitlichen Gründen pensioniert.
1997 wurde er assoziierter Wissenschaftler der European Trade Union Institute for Research. Hoffmann war Vertrauensdozent der Gewerkschafts-nahen Hans-Böckler-Stiftung und Mitglied der Groupe de Réflexion des Europäischen Gewerkschaftsbundes.
Jürgen Hoffmann starb 2009 im Alter von 65 Jahren in Hamburg. Sein Grab befindet sich auf dem Waldfriedhof Dahlem in Berlin.

## Veröffentlichungen
- Politisches Handeln und gesellschaftliche Struktur. Münster 2009, ISBN 978-3-929586-72-5.